# Sebastian Munzert
Sebastian Munzert (* 30. Juni 1984) ist ein deutscher Handballtrainer und ehemaliger Handballspieler.
Munzert spielte für den deutschen Zweitligisten TSV Altenholz. Im Jahr 2008 wechselte er zu den SC Magdeburg Youngsters, der zweiten Mannschaft des SCM. Für die Profimannschaft bestritt er ein Spiel in der Handball-Bundesliga. In der Saison 2010/11 lief der Kreisläufer für den Zweitligisten HSC 2000 Coburg auf. Im Sommer 2011 schloss er sich dem Schweizer Club KTV Altdorf an. 2015 beendete er seine Laufbahn. Nachdem er bereits Trainer in der Frauenabteilung gewesen war, übernahm er in der Saison 2018/19 die Männermannschaft.